# Campeonato Mundial de Natação em Piscina Curta de 2018 - 4x100 m medley feminino
A prova dos 4x100 metros medley feminino do Campeonato Mundial de Natação em Piscina Curta de 2018 foi disputado no dia 16 de dezembro de 2018, no Hangzhou Sports Park Stadium, em Hangzhou, na China. 

## Recordes
Antes desta competição, os recordes mundiais e do campeonato nesta prova eram os seguintes:
|                       | Nome                                                                                           | Nacionalidade  | Tempo   | Local        | Data                   |
| --------------------- | ---------------------------------------------------------------------------------------------- | -------------- | ------- | ------------ | ---------------------- |
| Recorde mundial       | Courtney Bartholomew (56,08) Katie Meili (1:02,88) Kelsi Worrell (55,01) Simone Manuel (51,23) | Estados Unidos | 3:45.20 | Indianápolis | 11 de dezembro de 2015 |
| Recorde do campeonato | Alexandra DeLoof (56,68) Lilly King (1:03,71) Kelsi Worrell (55,48) Mallory Comerford (52,02)  | Estados Unidos | 3:47.89 | Windsor      | 11 de dezembro de 2016 |

Os seguintes recordes mundiais ou do campeonato foram estabelecidos durante esta competição: 
| Data           | Evento | Nome                                                                                        | Nacionalidade  | Tempo   | Notas                 |
| -------------- | ------ | ------------------------------------------------------------------------------------------- | -------------- | ------- | --------------------- |
| 16 de dezembro | Final  | Olivia Smoliga (55.86) Katie Meili (1:03.52) Kelsi Dahlia (54.89) Mallory Comerford (51.31) | Estados Unidos | 3:45.58 | Recorde do campeonato |

## Medalhistas
| Ouro | Prata                                                                                       | Bronze                                                                                                  |
| Estados Unidos · Olivia Smoliga · Katie Meili · Kelsi Dahlia · Mallory Comerford · Kathleen Baker* · Kendyl Stewart* · Melanie Margalis* · Lia Neal* | China · Fu Yuanhui · Shi Jinglin · Zhang Yufei · Zhu Menghui · Wang Yichun* · Yang Junxuan* | Itália · Margherita Panziera · Martina Carraro · Elena Di Liddo · Federica Pellegrini · Ilaria Bianchi* |

*Participaram apenas das eliminatórias, mas também receberam medalhas.

## Resultados

### Eliminatórias
As eliminatórias ocorreram dia 16 de dezembro com um total de 15 nacionalidades. 
| Colocação | Bateria | Raia | Nacionalidade  | Nadadoras | Tempo   | Notas |
| --------- | ------- | ---- | -------------- | --- | ------- | ----- |
| 1         | 2       | 5    | Estados Unidos | Kathleen Baker (56.96) Melanie Margalis (1:04.85) Kendyl Stewart (56.29) Lia Neal (52.63)                    | 3:50.73 | Q     |
| 2         | 2       | 4    | China          | Fu Yuanhui (57.71) Shi Jinglin (1:05.07) Wang Yichun (56.26) Yang Junxuan (52.54)                            | 3:51.58 | Q     |
| 3         | 1       | 4    | Austrália      | Minna Atherton (57.38) Jessica Hansen (1:05.28) Emily Seebohm (57.51) Ariarne Titmus (52.92)                 | 3:53.09 | Q     |
| 4         | 1       | 3    | Itália         | Margherita Panziera (57.63) Martina Carraro (1:05.32) Ilaria Bianchi (57.78) Federica Pellegrini (53.16)     | 3:53.89 | Q     |
| 5         | 2       | 3    | Japão          | Emi Moronuki (57.44) Kanako Watanabe (1:06.52) Yukina Hirayama (57.81) Tomomi Aoki (53.31)                   | 3:55.08 | Q     |
| 6         | 1       | 5    | Rússia         | Daria Ustinova (58.27) Vitalina Simonova (1:05.46) Daria Kartashova (57.61) Veronika Andrusenko (53.77)      | 3:55.11 | Q     |
| 7         | 1       | 1    | Alemanha       | Laura Riedemann (58.40) Jessica Steiger (1:06.46) Aliena Schmidtke (58.52) Marie Pietruschka (53.92)         | 3:57.30 | Q     |
| 8         | 2       | 2    | Canadá         | Ingrid Wilm (58.55) Sophie Angus (1:06.46) Haley Black (56.49) Aela Janvier (55.97)                          | 3:57.47 | Q     |
| 9         | 1       | 6    | Turquia        | Ekaterina Avramova (59.88) Viktoriya Zeynep Güneş (1:07.59) Nida Eliz Üstündağ (58.35) Selen Özbilen (54.66) | 4:00.48 |       |
| 10        | 2       | 8    | Suíça          | Seraina Sturzenegger (1:00.93) Lisa Mamie (1:06.79) Svenja Stoffel (58.47) Alexandra Touretski (54.47)       | 4:00.66 |       |
| 11        | 2       | 7    | Eslováquia     | Karolina Hájková (59.76) Andrea Podmaníková (1:07.54) Tamara Potocká (59.67) Barbora Mikuskova (55.39)       | 4:02.36 |       |
| 12        | 2       | 1    | Áustria        | Caroline Pilhatsch (59.49) Cornelia Pammer (1:07.84) Lena Kreundl (1:00.21) Marlene Kahler (55.29)           | 4:02.83 |       |
| 13        | 1       | 2    | Nova Zelândia  | Emma Godwin (59.22) Ciara Smith (1:09.14) Vanessa Ouwehand (1:01.82) Paige Flynn (54.20)                     | 4:04.38 |       |
| 14        | 2       | 6    | Hong Kong      | Wong Toto Kwan To (1:00.09) Kan Cheuk Tung Natalie (1:10.17) Chan Kin Lok (1:00.70) Sze Hang Yu (55.07)      | 4:06.03 |       |
| 15        | 1       | 7    | Taipé Chinesa  | Chen Szu-an (1:03.67) Lin Pei-wun (1:10.85) Huang Mei-chien (1:02.93) Wang Wan-chen (58.32)                  | 4:15.77 |       |

### Final
A final foi realizada em 16 de dezembro. 
| Colocação         | Raia | Nacionalidade  | Nadadoras                                                                                                | Tempo   | Notas                 |
| ----------------- | ---- | -------------- | --- | ------- | --------------------- |
| Medalha de ouro   | 4    | Estados Unidos | Olivia Smoliga (55.86) Katie Meili (1:03.52) Kelsi Dahlia (54.89) Mallory Comerford (51.31)              | 3:45.58 | Recorde do campeonato |
| Medalha de prata  | 5    | China          | Fu Yuanhui (56.86) Shi Jinglin (1:03.97) Zhang Yufei (56.21) Zhu Menghui (51.76)                         | 3:48.80 |                       |
| Medalha de bronze | 6    | Itália         | Margherita Panziera (58.39) Martina Carraro (1:04.47) Elena Di Liddo (56.41) Federica Pellegrini (52.11) | 3:51.38 |                       |
| 4                 | 2    | Japão          | Emi Moronuki (57.32) Kanako Watanabe (1:05.58) Ai Soma (56.27) Tomomi Aoki (52.64)                       | 3:51.81 |                       |
| 5                 | 7    | Rússia         | Anastasia Fesikova (57.73) Mariia Temnikova (1:06.53) Svetlana Chimrova (56.90) Maria Kameneva (52.57)   | 3:53.73 |                       |
| 6                 | 1    | Alemanha       | Laura Riedemann (58.04) Jessica Steiger (1:05.80) Aliena Schmidtke (57.41) Annika Bruhn (52.90)          | 3:54.15 |                       |
| 7                 | 8    | Canadá         | Ingrid Wilm (58.63) Sophie Angus (1:06.23) Haley Black (57.08) Aela Janvier (56.10)                      | 3:58.04 |                       |
| 8                 | 3    | Austrália      | Minna Atherton (56.91) Jessica Hansen (1:04.08) Emily Seebohm Ariarne Titmus                             | DSQ     |                       |

Legenda
| Recorde mundial       | Recorde mundial (World record)               |                       | Recorde africano                      | Recorde africano (African) |                                           | Q | Classificado por posição (Qualified) |
| Recorde do campeonato | Recorde do campeonato (Championship record)  | Recorde da América    | Recorde da América (Americas)         | q                          | Classificado por melhor tempo (Qualified) |   |                                      |
| Melhor marca do ano   | Melhor marca do ano (World leading)          | Recorde asiático      | Recorde asiático (Asian)              | DNS                        | Não largou (Did not start)                |   |                                      |
| Recorde nacional      | Recorde nacional (National record)           | Recorde europeu       | Recorde europeu (European)            | DNF                        | Não terminou (Did not finish)             |   |                                      |
| Recorde pessoal       | Recorde pessoal do atleta (Personal best)    | Recorde da Oceania    | Recorde da Oceania (Oceania)          | DSQ / DQ                   | Desclassificado (Disqualified)            |   |                                      |
| Recorde da temporada  | Recorde da temporada do atleta (Season best) | Recorde sul-americano | Recorde sul-americano (South America) | NM                         | Sem marca (No mark)                       |   |                                      |